# Aída Bonelly de Díaz
Aída Bonnelly de Díaz (Santiago de los Caballeros,  2 de mayo de 1926-Santo Domingo 27 de octubre de 2013) fue una concertista, narradora, musicóloga, ensayista y gestora cultural dominicana. Bonelly fue la primera mujer en ocupar el puesto de directora del Teatro Nacional Dominicano. Es considerada pionera de los  grupos  de escritores infantiles en República Dominicana, por haber fundado el  Grupo de Literatura Infantil y Juvenil Pedro Henríquez Ureña y el Círculo Dominicano de Escritores para Niños y Jóvenes.

## Educación
Aída Bonnelly inició sus estudios de piano con la profesora, germano-cubana, Manuela Jiménez, al tiempo que cursaba el bachillerato. Más tarde, en 1945, se fue al extranjero a perfeccionarse  en la Juilliard School of Music,  de New York, el primero de los conservatorios de música de ese país, con la profesora Catherine Bacon. Bonnelly se graduó, con mención en piano, en 1949. Luego viajó a  París a perfeccionar sus conocimientos de música y piano  con el profesor Harry Cox, y estuvo allí en 1955. Entre 1962 y 1967 estuvo en Washington D. C. Bonnelly hizo cursos de postgrado en la Universidad Católica y tomó clases de piano con el profesor  Emerson Meyers.

## Trayectoria
A su regreso a la República Dominicana, Bonnelly de Díaz  presentó numerosos recitales para el público dominicano e incursionó en la docencia a nivel privado y también en el Conservatorio Nacional de Música de Santo Domingo, donde impartió la asignatura  Historia de la música, además de las clases de piano. Allí llegó a ser directora del Departamento de Piano entre 1955 y 1961. Algunas de sus alumnas habrían de convertirse, más tarde, en maestras de esa institución.
Bonnelly de Díaz inició el ejercicio escritural en 1971, publicó críticas y artículos de temas culturales para  periódicos dominicanos,  los cuales  sumaron más de 1700, entre los que se destacaban los publicados en el  Listín Diario.
Las obras escritas principales de Bonnely de Díaz fueron: En Torno a la Música; Testimonios del Canto y las Palabras; Variaciones; y varios libros de literatura infantil. Publicó crítica e historia de la música, semblanzas, ensayos acerca de las tradiciones y costumbres dominicanas, impresiones acerca del acontecer nacional y cuentos para niños. 
En 1973, la designaron Codirectora artística del Teatro Nacional y, en 1979, alcanzó la  dirección de la Sección de Música de la Biblioteca Nacional, en donde dictó cursos de Apreciación Musical y auspició recitales de nuevos talentos.
Su trabajo fue constante y notorio. Bonnelly, de 1980 a 1983, ocupó la dirección Artística del Teatro Nacional, periodo en el que creó la sala que ella misma llamó de la Cultura y que, más tarde, las autoridades del teatro le dieron su nombre como reconocimiento a su aporte.
Bonnelly de Díaz dirigió el Teatro Nacional en un segundo período, entre 1987 y 1990. Luego  se retiró para dedicarse a su carrera de pianista y a la literatura, a organizar charlas de apreciación musical y otras actividades culturales. En su última gestión como directora del Teatro Nacional ayudó a definir el concepto de la Sala Ravelo del Teatro, para reservarla  exclusivamente para presentaciones teatrales.
Durante diez años, Bonnelly participó como jurado en el concurso de arte y literatura que organizaba el Banco Central de la República Dominicana, ayudando con sus conocimientos y experiencias a la formación de nuevos talentos.

## Premios
Bonnelly de Díaz obtuvo el Premio Nacional de Didáctica en 1978.
En 1983, se le  reconoció  con el Premio Andrés Bello de Venezuela, por su labor a favor de la cultura.
En 1997, recibió el premio Artes y Letra 1997.
En abril de 2010,  el Ministerio de Cultura y la Dirección General de la Feria del Libro de Santo Domingo, designaron con el nombre de Aída Bonnelly de Díaz, una de las calles del recinto ferial, como reconocimiento por sus aportes a la cultura y el arte nacional.
El 25 de noviembre del 2011, el ministro de Cultura dominicano de entonces, José Rafael Lantigua, junto al director general y artístico del Teatro Nacional, Eduardo Brito, Niní Cáffaro, y familiares de Aída Bonnelly de Díaz, develaron un cuadro de la pianista, escritora y educadora, a la entrada de la sala de la Cultura. la misma fue designada con el nombre de su creadora.

## Publicaciones
- En torno a la música (Premio Anual de Didáctica 1978).[20]
- Síntesis de la historia de la música dominicana (1979)
- Testimonios del canto y las palabras (1980)
- Variaciones(1984)
- Retablo de costumbres dominicanas (1991)[21]
- Los niños y las artes (1993)
- Por los trillos del arte (1996)
- Vuelo de amigos (1998)
- Timo el dinosaurio (2000).[22]